# Pesa 620M
Pesa 620M – szerokotorowy spalinowy wagon silnikowy produkowany od 2004 przez Pesę Bydgoszcz dla Kolei Litewskich (12 sztuk) i Ukraińskich (11 sztuk), a od 2011, we współpracy z Biełkommunmasz, także dla Kolei Białoruskich (6 sztuk). Powstało łącznie 29 sztuk.

## Historia
Po wprowadzeniu na polski rynek spalinowych wagonów silnikowych 214M Partner w 2001 Pesa postanowiła produkować podobne pojazdy dla kolei szerokotorowych. Pierwsze zostały zakupione przez Koleje Ukraińskie. W 2004 620M-001 zaprezentowano na targach InnoTrans w Berlinie i rozpoczęto dostawy dla zamawiającego. Oprócz pojazdów 620M na Ukrainę trafił także jeden pokrewny silnikowy wagon inspekcyjny 610M. Kolejne zamówienia na 620M pojawiły się także z Litwy i Białorusi. Pojazdy białoruskie są produkowane wspólnie z Biełkommunmasz Mińsk, do którego zadań należy m.in. wyposażenie wnętrza.
Po doświadczeniach z eksploatacji 620M koleje na Ukrainie i Litwie postanowiły także zamówić bardziej pojemną, dwuczłonową wersję tych pojazdów – Pesa 630M.

## Konstrukcja

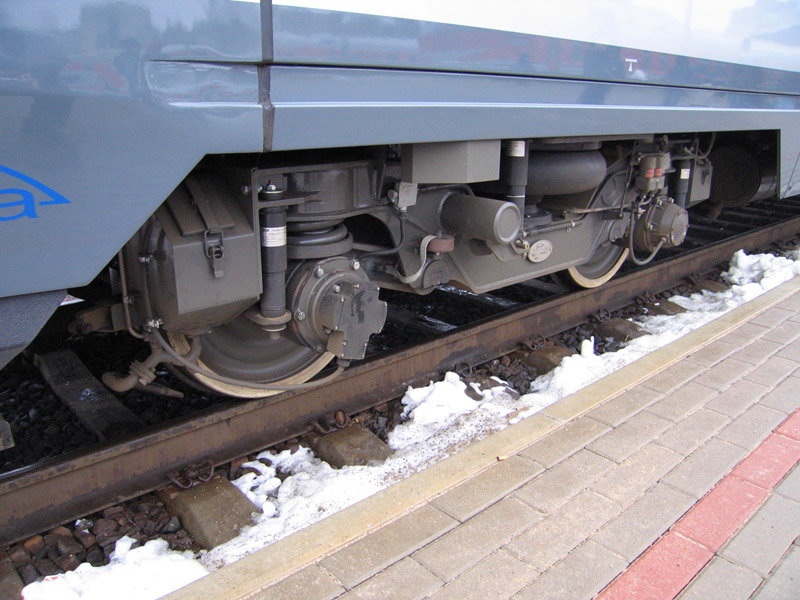
Wózek

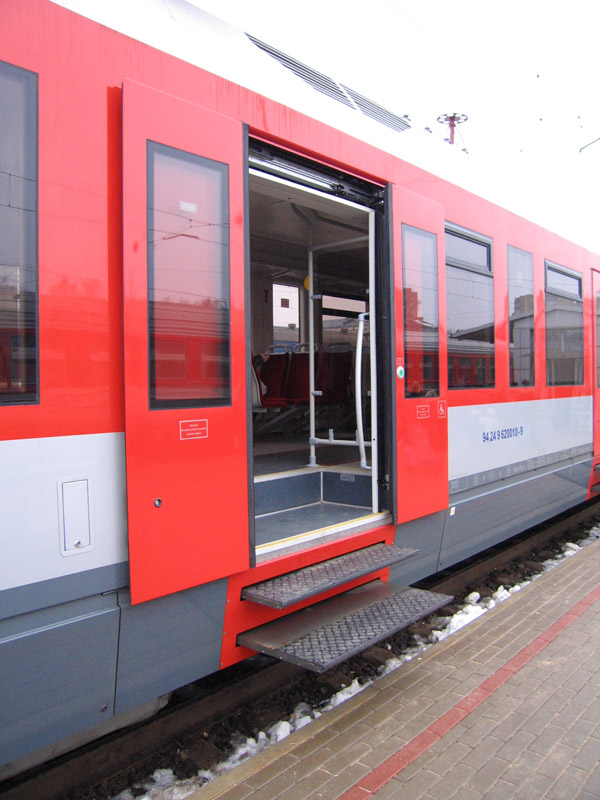
Wejście do pojazdu

620M jest wersją rozwojową wagonu spalinowego Partner (Pesa 214M). Podstawową różnicą między pierwowzorem jest przystosowanie do szerszego toru (1520 mm) i szerszej skrajni (T1 według GOST 9238-83), co umożliwiło zastosowanie w przestrzeni pasażerskiej układu siedzeń 2+3. Zasięg pojazdu wynosi 1000 km.
Wytrzymałość konstrukcji 620M jest zgodna z normą PN-EN 12663 (kat. PII). W pojazdach zastosowano wózki toczne typu 8AS i napędowe 3MSb produkcji Pesy. Dwa stopnie usprężynowania zawieszenia stanowią sprężyny śrubowe i poduszki pneumatyczne. W wózkach mogą być zamontowane zestawy kołowe dla rozstawu toru 1520 mm, jak i 1435 mm (umożliwia to samodzielny przejazd 620M przez terytorium Polski). Wagony mogą pracować w trakcji wielokrotnej (do trzech pojazdów).
Wnętrze pojazdów jest w pełni klimatyzowane i wyposażone w monitoring. Przy jednym z wejść znajduje się przestrzeń wielofunkcyjna.
| Numer egzemplarza   | Przewoźnik         | Układ osi | Typ silnika     | Liczba i moc silników                 | Przekładnia                    | Masa służbowa | Źródła       |
| ------------------- | ------------------ | --------- | --------------- | ------------------------------------- | ------------------------------ | ------------- | ------------ |
| 001 ÷ 004           | Koleje Ukraińskie  | B'2'      | MTU 6R183TD13H  | 1 × 315 kW                            | hydrodynamiczna Voith Tr211re3 | 50 t          | [ 1 ]        |
| 005 ÷ 008 011 ÷ 012 | Koleje Ukraińskie  | B'2'      | MAN D2876LUE623 | 1 × 385 kW                            | hydrodynamiczna Voith Tr211re4 | 50 t          | [ 1 ]        |
|                     | Koleje Litewskie   | B'2'      | MAN D2876LUE623 | 1 × 382 kW /1 × 385 kW (różne źródła) | hydrodynamiczna Voith Tr211re4 | 50 t          | [ 2 ] [ 11 ] |
| ДП1 001 ÷ 003       | Koleje Białoruskie | B'2'      | MAN             | 1 × 382 kW /1 × 412 kW (różne źródła) | Voith                          | 56,7 t        | [ 2 ] [ 10 ] |

## Eksploatacja
| Państwo  | Przewoźnik         | Liczba sztuk | Numery                                   | Wersja | Lata dostaw |                            |
| -------- | ------------------ | ------------ | ---------------------------------------- | ------ | ----------- | -------------------------- |
| Ukraina  | Koleje Ukraińskie  | 11           | 001 ÷ 008, 011 ÷ 012                     |        | 2004–2008   | [ 1 ] [ 12 ]               |
| Ukraina  | Koleje Ukraińskie  | 11           | 025                                      | 620McU | 2012        | [ 13 ] [ 4 ]               |
| Litwa    | Koleje Litewskie   | 12           | 009, 010, 013 ÷ 022                      |        | 2008–2011   | [ 2 ]                      |
| Białoruś | Koleje Białoruskie | 6            | ДП1-001 ÷ 006 (620M 023, 024, 026, ?, ?) | 620McB | 2012–2013   | [ 2 ] [ 14 ] [ 15 ] [ 16 ] |

### Ukraina

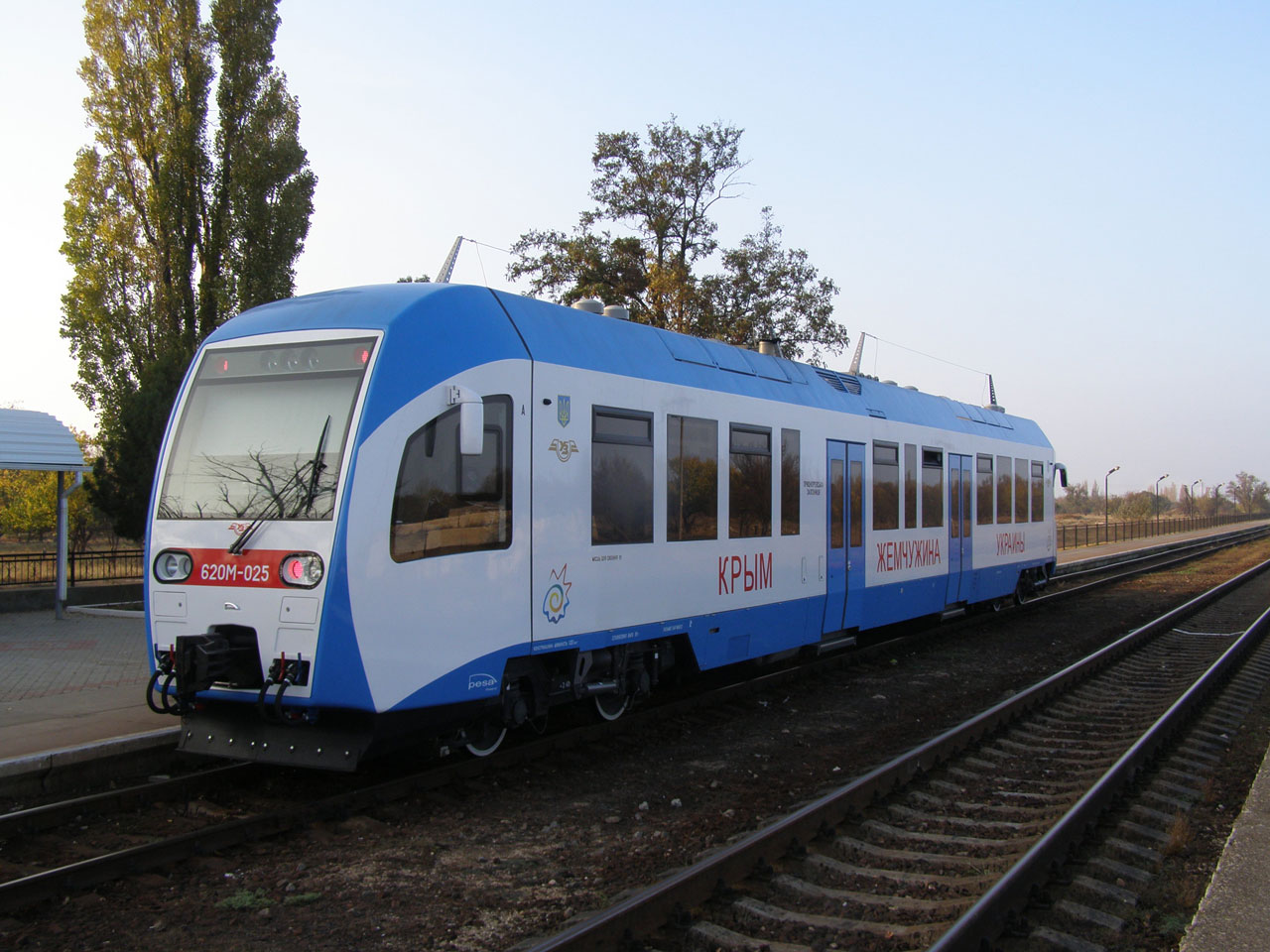
Krymski 620M-025

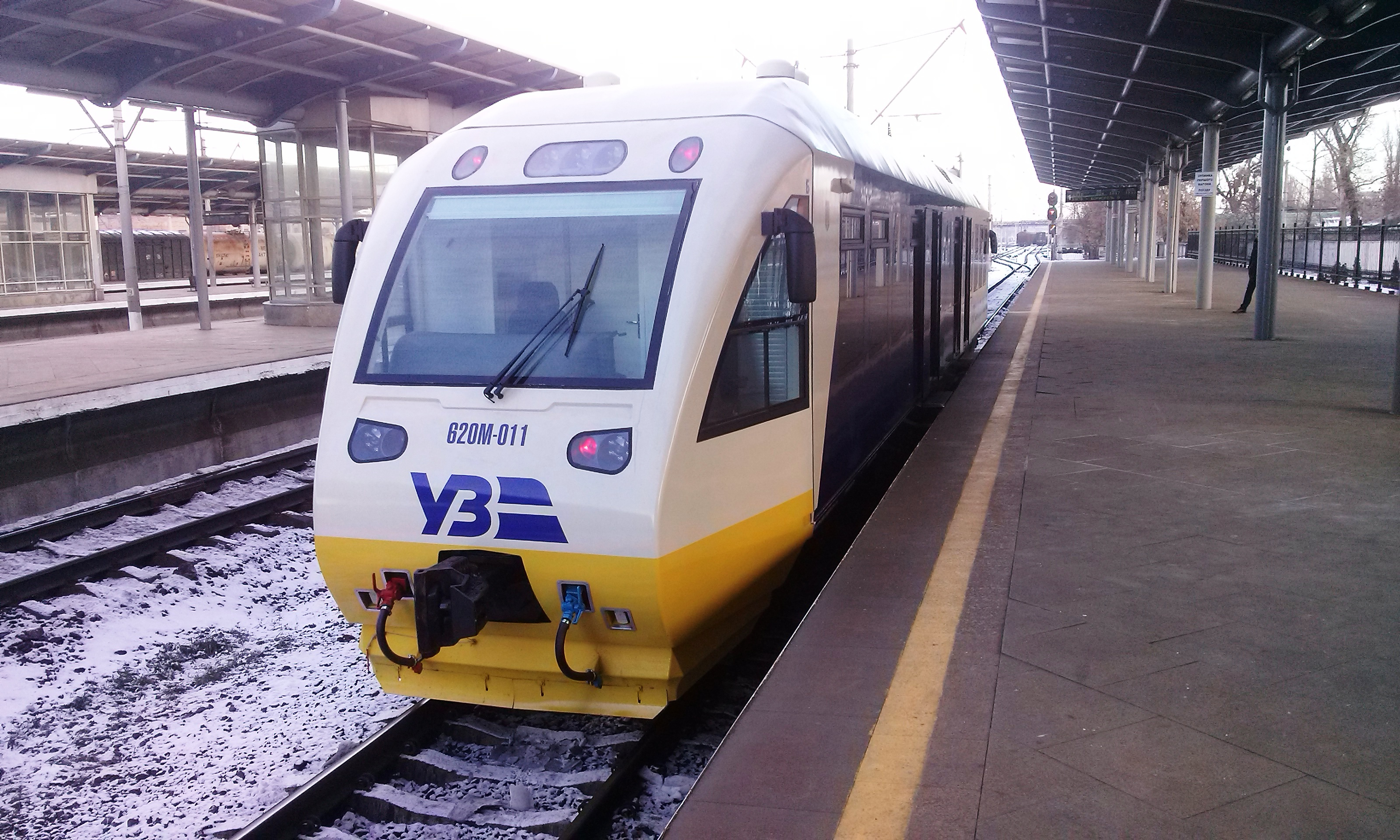
620M-011 obsługujący lotnisko

Eksploatowane na Ukrainie pojazdy spalinowe do obsługi ruchu pasażerskiego wyprodukowane przez Ganz-MÁVAG (serie D i D1) oraz RVR Ryga (seria DR1) były już znacznie wyeksploatowane. Koleje Ukraińskie początkowo planowały zamówić wagony spalinowej w czeskich zakładach Vagonka Studénka, ostatecznie jednak, ze względu na problemy finansowe, zdecydowano się złożyć zamówienie w bydgoskiej Pesie.
Dostawy rozpoczęto w 2004 roku. Na ukraińskie tory wyjechał wtedy wagon inspekcyjny 610M przeznaczony dla kierownictwa Kolei Ukraińskich i pierwsze wagony 620M przeznaczone do obsługi regularnych relacji pasażerskich.
Pierwotnie zamówienie opiewało na cztery spalinowe wagony motorowe, które miały być wykorzystywane na mało obciążonych trasach. Pozytywne doświadczenia z eksploatacji pojazdów spowodowały, że Koleje Ukraińskie zamówiły kolejne partie szynobusów, które przekazały w użytkowanie Kolei Południowej i Kolei Lwowskiej. Łącznie w latach 2004–2009 dostarczono na Ukrainę 10 wagonów silnikowych serii 620M.
W październiku 2012 dostarczono nową jednostkę (620M-025) na Krym. Pojazd ten, w malowaniu nawiązującym do flagi Republiki Autonomicznej Krymu, został uroczyście oddany do użytku 26 października na dworcu w Symferopolu. 620M-025 został zakupiony do obsługi połączeń między Dżankojem, Armiańskiem i Teodozją.
30 listopada 2018 uruchomione zostało połączenie Kijów Centralny – port lotniczy Kijów-Boryspol do którego obsługi skierowano 4 zmodernizowane wagony motorowe 620M do obsługi 27 par połączeń. W ciągu pierwszych kilkunastu dni funkcjonowania połączenia średnie napełnienie składu wyniosło 30 osób. W kwietniu 2019 zakończono modernizację szóstego wagonu motorowego.
6 maja 2025 zainaugurowano połączenie Kołomyja - Iwano-Frankiwsk - Lwów - Łuck obsługiwane przez pojazdy 620M.

### Litwa

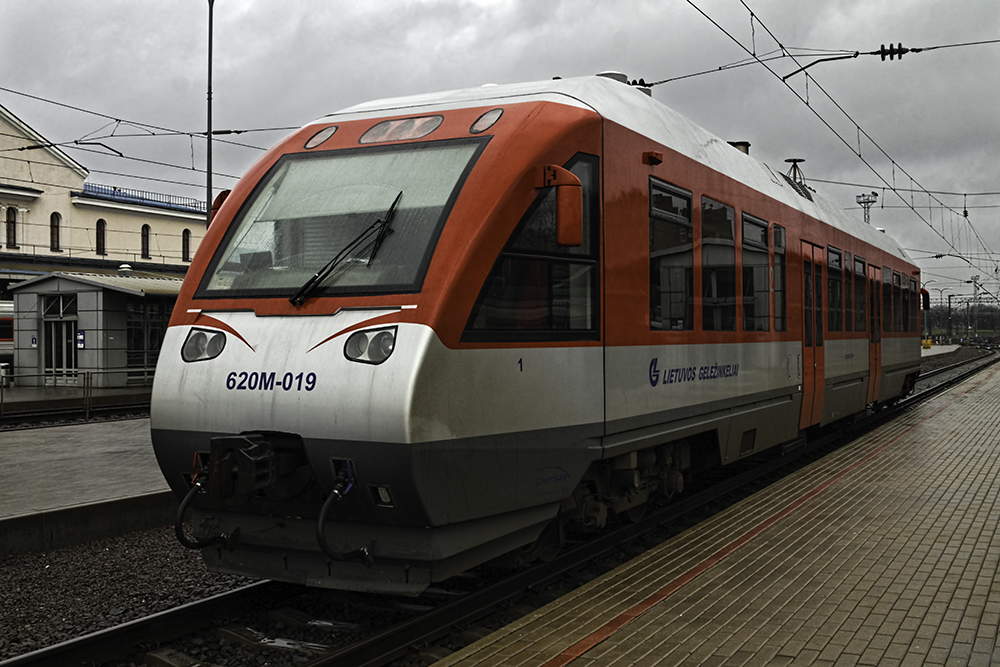
620M na stacji w Wilnie

W 2008 zamówienie na szynobusy serii 620M do obsługi linii lokalnych o małym natężeniu ruchu złożyły Koleje Litewskie. Pierwszy wagon zaprezentowano uroczyście w październiku 2008 na dworcu kolejowym w Wilnie. Do 2009 dostarczono w sumie 4 pierwsze pojazdy. 2 października 2008 uruchomiono w Wilnie połączenie obsługiwane przez 620M między dworcem kolejowym a portem lotniczym. Cztery dostarczone pesy, oprócz trasy na lotnisko, w 2009 obsługiwały także połączenia Wilno – Szostaków, Radziwiliszki – Możejki i Szawle – Rakiszki.
Umowę na dostarczenie 8 kolejnych podpisano 19 kwietnia 2010 w Wilnie. Od zakończenia dostaw w kwietniu 2011 w eksploatacji na Litwie jest 12 sztuk 620M. Nowe wagony pozwoliły na całkowite wycofanie z eksploatacji pojazdów serii D1. Poza wymienionymi wcześniej relacjami 620M obsługują także połączenia z Wilna do Stasił, Kien, Ignalina i Marcinkańc, z Kowna do Marijampola, Kibart, Szostakowa i Trok oraz z Radziwiliszek do Szawli.

### Białoruś

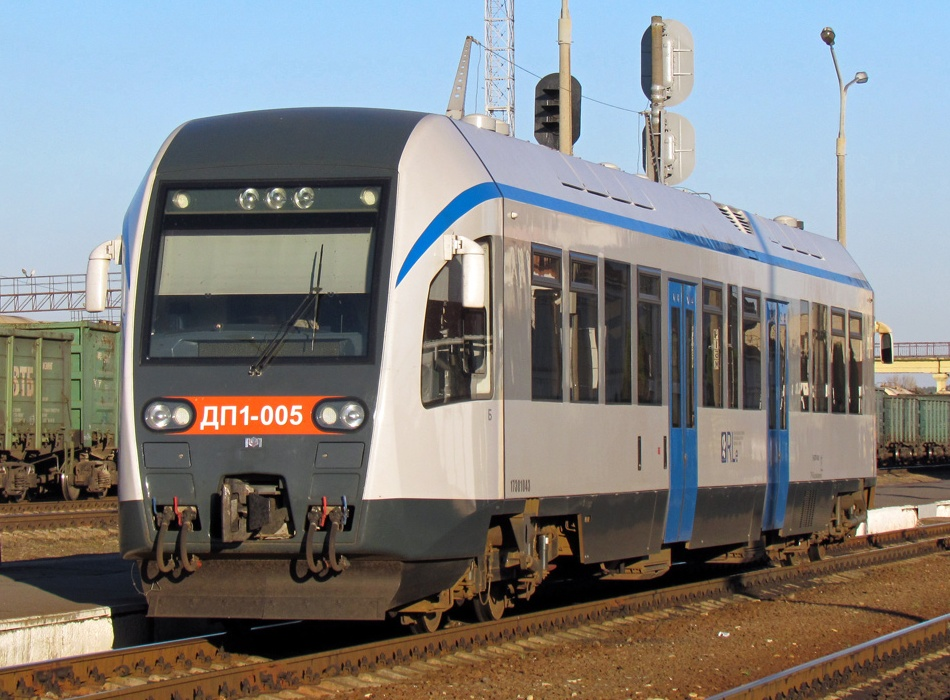
620M w Kalinkowiczach

W 2011 zamówienie na sześć pojazdów serii 620M złożyły Koleje Białoruskie. Produkcja dla tego kontrahenta odbywa się we współpracy polskich zakładów firmy Pesa Bydgoszcz i białoruskiej firmy Biełkommunmasz. Pierwszy pojazd został dostarczony przez Pesę do Mińska 23 grudnia 2011. Od stycznia do kwietnia 2012 przeprowadzono próby techniczno-ruchowe na linii Stołpce – Horodziej. 13 kwietnia 2012 pierwsza jednostka została odebrana przez zamawiającego od firmy Biełkomunasz. Białoruskie szynobusy serii 620M noszą w nomenklaturze Kolei Białoruskich oznaczenie DP1 (ДП1).
Uroczyste włączenie nowej serii do eksploatacji miało miejsce 1 maja 2012 na dworcu w Kalinkowiczach. Pierwsze dwa pojazdy przeznaczono do połączeń klasy ekonomicznej Kalinkowicze – Wasilewicze – Chojniki i Kalinkowicze –
Sławieczna. 25 sierpnia 2012 rozpoczęto obsługę kolejnym pojazdem 620M połączeń, tym razem klasy biznes, w relacjach Orsza Centralna – Pahodzina i Krzyczew I – Orsza Centralna – Pahodzina. Wagon do ich obsługi stacjonuje w lokomotywowni w Mohylewie.
W 2013 roku Pesa podpisała kolejny kontrakt na dostawę pojazdów kolejowych dla Białorusi – 3 sztuk typu 730M.